# Pro-europeisk
Pro-europeisk är ett subjektivt begrepp om en person eller en organisation som stödjer idén om europeisk integration, vanligtvis genom en fortsatt utveckling av Europeiska unionen (EU). Ibland används begreppet pro-EU för att ytterligare betona stödet för EU som projekt. Motsatsen är euroskepticism.